# Temporada 1994-95 de los Sacramento Kings
La temporada 1994-95 fue la décima de los Kings en la NBA en su ubicación en Sacramento, California, y la cuadragésimo séptima en la liga, tras jugar las últimas trece en Kansas City. La temporada regular acabó con 39 victorias y 43 derrotas, ocupando el noveno puesto de la Conferencia Oeste, no logrando clasificarse para los playoffs.

## Elecciones en elDraft
| Ronda | Puesto | Jugador              | Posición  | Nacionalidad   | Universidad |
| ----- | ------ | -------------------- | --------- | -------------- | ----------- |
| 1     | 8      | Brian Grant          | Ala-Pívot | Estados Unidos | Xavier      |
| 2     | 35     | Michael Smith        | Ala-Pívot | Estados Unidos | Providence  |
| 2     | 51     | Lawrence Funderburke | Ala-Pívot | Estados Unidos | Ohio State  |

## Temporada regular
| División Pacífico        | División Pacífico | División Pacífico | División Pacífico | División Pacífico | División Pacífico | División Pacífico | División Pacífico | División Pacífico |
| Equipo                   | G                 | P                 | %                 | PD                | Casa              | Fuera             | Div               |                   |
| ------------------------ | ----------------- | ----------------- | ----------------- | ----------------- | ----------------- | ----------------- | ----------------- | ----------------- |
| y-Phoenix Suns           | 59                | 23                | .720              | —                 | 32–9              | 27–14             | 23–7              |                   |
| x-Seattle SuperSonics    | 57                | 25                | .695              | 2                 | 32–9              | 25–16             | 16–14             |                   |
| x-Los Angeles Lakers     | 48                | 34                | .585              | 11                | 29–12             | 19–22             | 15–15             |                   |
| x-Portland Trail Blazers | 44                | 38                | .537              | 15                | 26–15             | 18–23             | 17–13             |                   |
| Sacramento Kings         | 39                | 43                | .476              | 20                | 27–14             | 12–29             | 17–13             |                   |
| Golden State Warriors    | 26                | 56                | .317              | 33                | 15–26             | 11–30             | 11–19             |                   |
| Los Angeles Clippers     | 17                | 65                | .207              | 42                | 13–28             | 4–37              | 6–24              |                   |

## Estadísticas

### Temporada regular
| Rk | Jugador        | Edad | P  | PT | MP   | TC  | TCI  | %TC  | T3  | T3I | %T3   | TL  | TLI | %TL  | RO  | RD  | RT  | AS  | RB  | TAP | BP  | FP  | PTS  |
| -- | -------------- | ---- | -- | -- | ---- | --- | ---- | ---- | --- | --- | ----- | --- | --- | ---- | --- | --- | --- | --- | --- | --- | --- | --- | ---- |
| 1  | Mitch Richmond | 29   | 82 | 82 | 38.7 | 8.1 | 18.3 | .446 | 1.9 | 5.2 | .368  | 4.6 | 5.4 | .843 | 0.8 | 3.5 | 4.4 | 3.8 | 1.1 | 0.4 | 2.9 | 2.8 | 22.8 |
| 2  | Walt Williams  | 24   | 77 | 77 | 35.6 | 5.8 | 13.0 | .446 | 1.3 | 3.8 | .348  | 3.5 | 4.7 | .731 | 1.3 | 3.2 | 4.5 | 4.1 | 1.6 | 0.8 | 3.2 | 3.4 | 16.4 |
| 3  | Spud Webb      | 31   | 76 | 76 | 32.3 | 4.0 | 9.1  | .438 | 0.6 | 1.9 | .331  | 3.0 | 3.2 | .934 | 0.4 | 1.9 | 2.3 | 6.2 | 1.0 | 0.1 | 2.4 | 1.9 | 11.6 |
| 4  | Olden Polynice | 30   | 81 | 81 | 31.3 | 4.6 | 8.5  | .544 | 0.0 | 0.0 | 1.000 | 1.5 | 2.4 | .639 | 3.4 | 5.5 | 9.0 | 0.8 | 0.6 | 0.6 | 1.4 | 2.9 | 10.8 |
| 5  | Brian Grant    | 22   | 80 | 59 | 28.6 | 5.2 | 10.1 | .511 | 0.0 | 0.1 | .250  | 2.9 | 4.5 | .636 | 2.6 | 4.9 | 7.5 | 1.2 | 0.6 | 1.5 | 2.0 | 3.5 | 13.2 |
| 6  | Michael Smith  | 22   | 82 | 0  | 21.2 | 2.7 | 5.0  | .542 | 0.0 | 0.0 | .000  | 1.5 | 3.2 | .485 | 2.1 | 3.8 | 5.9 | 0.8 | 0.7 | 0.6 | 1.3 | 2.9 | 6.9  |
| 7  | Lionel Simmons | 26   | 58 | 3  | 18.3 | 2.3 | 5.4  | .420 | 0.1 | 0.3 | .375  | 1.0 | 1.4 | .702 | 1.1 | 2.3 | 3.4 | 1.5 | 0.5 | 0.4 | 1.2 | 2.0 | 5.6  |
| 8  | Bobby Hurley   | 23   | 68 | 6  | 16.3 | 1.5 | 4.2  | .363 | 0.3 | 1.1 | .276  | 0.9 | 1.1 | .763 | 0.2 | 0.8 | 1.0 | 3.3 | 0.4 | 0.0 | 1.6 | 1.2 | 4.2  |
| 9  | Randy Brown    | 26   | 67 | 2  | 16.2 | 1.9 | 4.3  | .432 | 0.2 | 0.7 | .298  | 0.8 | 1.2 | .671 | 0.4 | 1.3 | 1.6 | 2.0 | 1.5 | 0.3 | 1.2 | 2.3 | 4.7  |
| 10 | Duane Causwell | 26   | 58 | 24 | 14.1 | 1.3 | 2.5  | .517 | 0.0 | 0.0 | .000  | 1.0 | 1.7 | .582 | 1.0 | 2.0 | 3.0 | 0.3 | 0.2 | 1.4 | 0.6 | 2.5 | 3.6  |
| 11 | Trevor Wilson  | 26   | 15 | 0  | 9.8  | 1.2 | 2.7  | .450 | 0.0 | 0.0 |       | 0.7 | 0.9 | .786 | 0.7 | 1.1 | 1.7 | 0.8 | 0.3 | 0.1 | 0.4 | 0.8 | 3.1  |
| 12 | Alaa Abdelnaby | 26   | 51 | 0  | 9.3  | 2.3 | 4.3  | .532 | 0.0 | 0.0 | .000  | 0.4 | 0.7 | .571 | 0.7 | 1.4 | 2.1 | 0.3 | 0.3 | 0.2 | 0.8 | 2.0 | 5.0  |
| 13 | Henry Turner   | 28   | 30 | 0  | 5.0  | 0.8 | 1.9  | .404 | 0.1 | 0.2 | .400  | 0.7 | 1.2 | .571 | 0.6 | 0.4 | 0.9 | 0.2 | 0.3 | 0.0 | 0.4 | 0.7 | 2.3  |
| 14 | Doug Lee       | 30   | 22 | 0  | 3.4  | 0.4 | 1.1  | .360 | 0.3 | 0.8 | .389  | 0.8 | 1.0 | .857 | 0.0 | 0.2 | 0.2 | 0.2 | 0.3 | 0.1 | 0.2 | 0.8 | 2.0  |
| 15 | Derrick Phelps | 22   | 3  | 0  | 1.7  | 0.0 | 0.3  | .000 | 0.0 | 0.0 |       | 0.0 | 0.7 | .000 | 0.0 | 0.0 | 0.0 | 0.3 | 0.0 | 0.0 | 0.0 | 1.0 | 0.0  |

## Galardones y récords
| Jugador        | Galardón                              |
| Mitch Richmond | 2.º Mejor quinteto de la NBA All-Star |
| Brian Grant    | Mejor quinteto de rookies de la NBA   |